# Gnophos nivea
Gnophos nivea là một loài bướm đêm trong họ Geometridae.